# Vyšné Žabie pleso Mengusovské
Vyšné Žabie pleso Mengusovské je jezero ve skupině Žabích ples Mengusovských ve Volí kotlince, která je jedním z pokračování Kotliny Žabích ples v Mengusovské dolině ve Vysokých Tatrách na Slovensku. Má rozlohu 0,1710 ha. Je 75 m dlouhé a 40 m široké. Dosahuje maximální hloubky 1,5 m a objemu 1025 m³. Leží v nadmořské výšce 2046 m.

## Okolí
Na východě se zvedají stěny hřebene Kôpek a skalní práh Dolinky pod sedlem Váha, ve které se nachází chata pod Rysmi. Na severu se výše se kotlina rozděluje a mírně stoupá k hraničnímu hřebeni s výraznými vrcholy Žabí Kôň, Žabia veža a Volia veža, které jsou oblíbeným cílem horolezců. Hraniční hřeben odděluje Mengusovskou dolinu od Doliny Rybiego potoku v Polsku. Na západě se zvedá v několika stupních rameno Mengusovského Volovce. Na jih se táhne Mengusovská dolina. Nachází se severozápadně od Malého Žabieho plesa Mengusovského.

## Vodní režim
Pleso nemá žádný viditelný přítok ani odtok. Okolí plesa je kamenité. Rozměry jezera v průběhu času zachycuje tabulka:
| Rok     | Měření prováděl   | Rozloha ha | Délka m | Šířka m | Hloubka max.m | Objem m³ |
| ------- | ----------------- | ---------- | ------- | ------- | ------------- | -------- |
| 1961–67 | pracovníci TANAPu | 0,171      | 75      | 40      | —             | —        |
| 2005    | Gregor, Pacl      | 0,1710     | —       | —       | 1,5           | 1 025    |

## Přístup
Přístup pro veřejnost není možný.